# Шулейки
Шулейки (бел. Шулейкі) — деревня в Волковысском районе Гродненской области Беларуси. Входит в состав Субочского сельсовета.

## География
Деревня находится в юго-западной части Гродненской области, при автодороге Н-7658, на расстоянии приблизительно 14 километров (по прямой) к северо-западу от города Волковыск, административного центра района. Абсолютная высота — 172 метра над уровнем моря. Площадь населённого пункта — 0,0945 км².

## История
По состоянию на 1905 год, в Шулейках проживало 36 человек. В административном отношении деревня входила в состав Верейковской волости Волковысского уезда Гродненской губернии.
Согласно Рижскому мирному договору (1921), деревня вошла в состав Второй Польской республики. Входила в состав гмины Терешки Волковысского повета Белостокского воеводства. В 1921 году числилось 38 жителей, проживавших в 8 домах. В этническом составе населения того периода белорусы составляли 100 %. В конфессиональном составе католики составляли 60,5 % населения деревни, православные христиане — 39,5 %.
С 1939 года в БССР. До 2003 года входила в состав Верейковского сельсовета.

## Население
По данным переписи 2019 года, в деревне проживало 3 человека.
| Год  | Население, человек |
| ---- | ------------------ |
| 1905 | 36                 |
| 1921 | ↗ 38               |
| 2009 | ↘ 23               |
| 2019 | ↘ 3                |